# ۳٬۴–دیوانیلیل‌تتراهیدروفوران
۳،۴-دیوانیلیل‌تتراهیدروفوران (به انگلیسی: 3,4-Divanillyltetrahydrofuran) با فرمول شیمیایی C۲۰H۲۴O۵ یک ترکیب شیمیایی با شناسه پاب‌کم ۱۸۲۲۱۰ است. که جرم مولی آن ۳۴۴٫۴۰ گرم بر مول می‌باشد. 